# シュロ
シュロ（棕櫚・棕梠・椶櫚）は、ヤシ目ヤシ科シュロ属 Trachycarpus の樹木の総称である。あるいは、シュロ属の一種 Trachycarpus fortunei （別名：ワジュロ）の標準和名でもある。
シュロ属は、5種以上の種が属する。シュロという名は、狭義には、そのうち1種のワシュロの別名とされることもある。逆に広義には、他の様々なヤシ科植物を意味することもある。
常緑高木。温暖で、排水良好な土地を好み、乾湿、陰陽の土地条件を選ばず、耐潮性も併せ持つ強健な樹種である。生育は遅く、管理が少なく済むため、手間がかからない。

## 主な種

### ワジュロ
植物学上の標準和名はシュロ（学名: Trachycarpus fortunei）で、別名をワジュロ（和棕櫚）とする。中国名は棕櫚。中華人民共和国湖北省からミャンマー北部まで分布する。日本では平安時代、中国大陸の亜熱帯地方から持ち込まれ、九州に定着した外来種である。日本に産するヤシ科植物の中でも耐寒性が強いため、本州（東北南部以南）の暖地で栽培されていて、野生化している。ヤシ科の植物の中でほぼ唯一、日本に自生する。
地球温暖化で冬の寒さが厳しくなくなり、本州でも屋外で育ちやすくなっている。国立科学博物館附属自然教育園（東京都）では1965年に数本だったシュロが2010年に2585本へ増えた。
幹は直立した円柱形で、分岐せずに垂直に伸びる。大きいものでは樹高が15メートル (m) ほどになることがあるが、多くは3 - 5 mほどである。幹の表面は、古い葉鞘の繊維に覆われている。単子葉植物のシュロの幹には形成層がないため、ある程度までは太くなるが、そこからは太くならない。成長点は幹の先端部にあり、そこで新しい幹を作りながら上へと伸びていく。
幹の頂部に扇状に葉柄を広げて、径50 - 80センチメートル (cm) ほどある扇状円形の葉身が数十枚に深く裂けた熊手型の葉をつける。裂片は幅1.5 - 3 cmの線形で、全縁か微細な突起があり、断面はV字形となる。葉の先の方は折れ曲がり、先端は浅く2裂する。葉柄は長さ50 - 100 cmで、断面は三角形、縁にはトゲ状の突起がある。葉柄の基部は幹に接する部分で大きく三角形に広がり、幹を抱くような形になっている。この葉柄基部や葉鞘から下に30 - 50 cmにわたって幹を暗褐色の繊維質が包んでおり、これをシュロ皮という。
雌雄異株で、稀に雌雄同株も存在する。雌株は5 - 6月に葉の間から花枝を伸ばし、微細な粒状の黄色い花を密集して咲かせる。果実は秋（10 - 12月頃）になると藍黒色に熟す。
1830年（江戸時代後期）にフィリップ・フランツ・フォン・シーボルトが日本の出島から初めて西洋に移出し、後にイギリスの植物学者ロバート・フォーチュンに献名された。英名はロバート・フォーチュンが初めてワジュロを見た中国浙江省の舟山島にちなむ。一説によると、10年で1m成長すると考えられており、おおよその樹齢の目安になる。
さまざまに利用されており、材は寺院の鐘をつく撞木になり、幹の繊維（シュロ皮）は縄や箒、タワシなどの材料になる。果実は抗がん作用があるともいわれている。

### トウジュロ

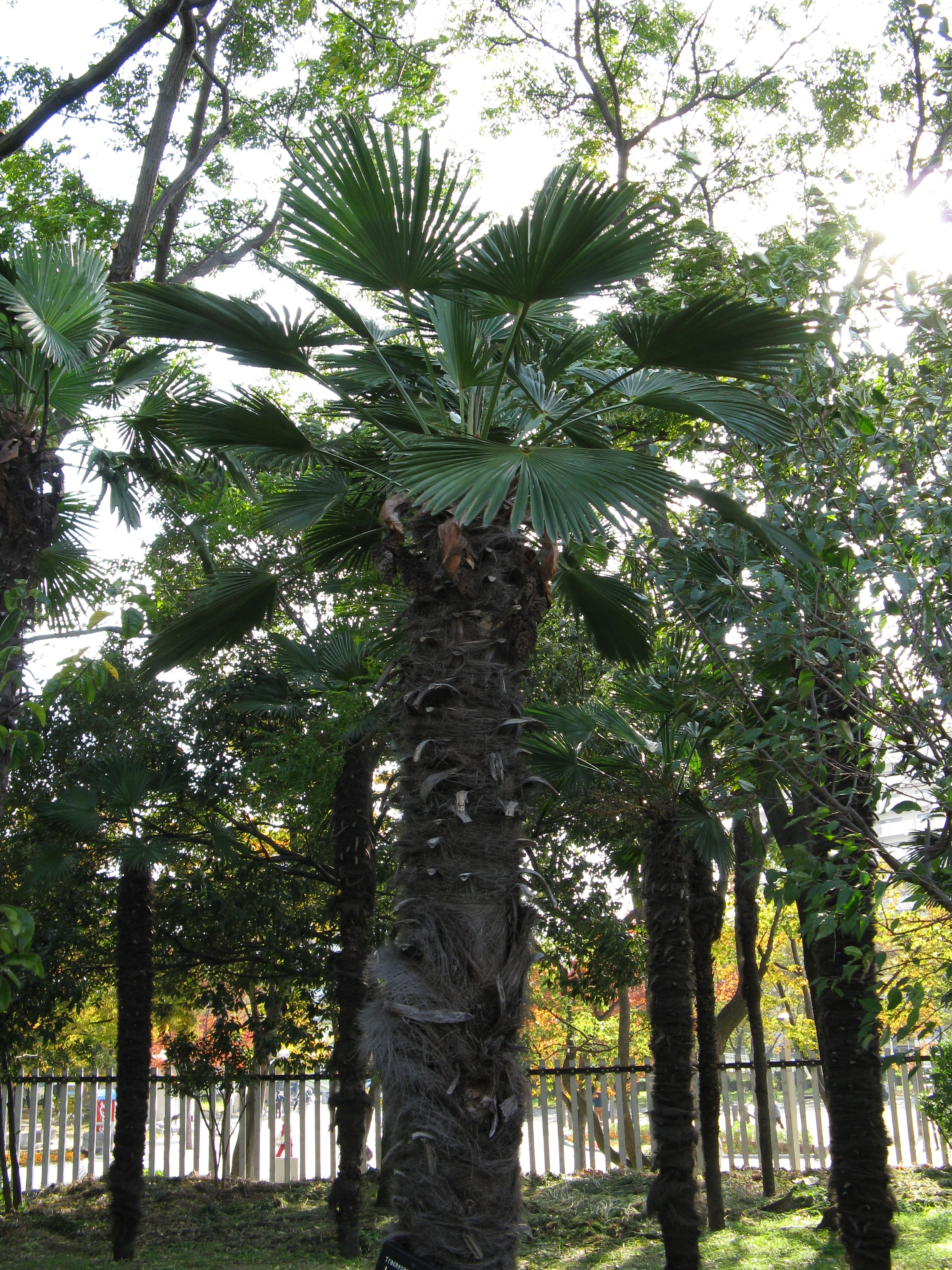
トウジュロ（葉が垂れない）

トウジュロ（唐棕櫚、学名: Trachycarpus fortunei 'Wagnerianus'、シノニム: Trachycarpus wagnerianus）はシュロ（ワジュロ）と同種とされるが、造園の世界では価値が大きく異なるので、この系統の呼び名となっている。樹高は4 mほどでシュロ（ワジュロ）よりも樹高・葉面が小さく、組織が固い。そのため葉の裂片の先が下垂しないのが特徴である。その点が評価され庭園などでの利用はこの方が利用される。元来中国大陸原産の帰化植物で、江戸時代の大名庭園には既に植栽されていたようである。中国南部に分布するシュロは、トウジュロとして区分される。
トウジュロは先述のとおり葉が下垂しないことから、ワジュロよりも庭木としてよく利用され、かつては鉢植え用の観葉植物として育てられることもあった。現在は鉢植えとしての価値は大幅に減少し、衰退している。造園上では、樹皮の繊維層を地際から全て残した物が良い物とされる。

### アイジュロ
ワジュロとトウジュロの間には雑種を作ることが可能で、この交雑種はアイジュロ（合い棕櫚）亦はワトウジュロ（和唐棕櫚）と呼ばれている。ワジュロとトウジュロが近くに植えられている場所でよく発生するが、鳥が異種の花粉を運ぶことで、近辺に異株が生えていなくてもアイジュロを生じる事も少なくない。大半のアイジュロは、ワジュロとトウジュロの中間の性質を示すが、葉が垂れるものから、中には一見するとアイジュロとは分からないほどトウジュロに似通った特徴を示すものもいる。大半はワジュロほど長い垂れを生じない。成長の速度や耐寒性なども変わりがなく、あえて作出する者はいないが、野外採集で採られたアイジュロを栽培する場合はある。

## ノラジュロ

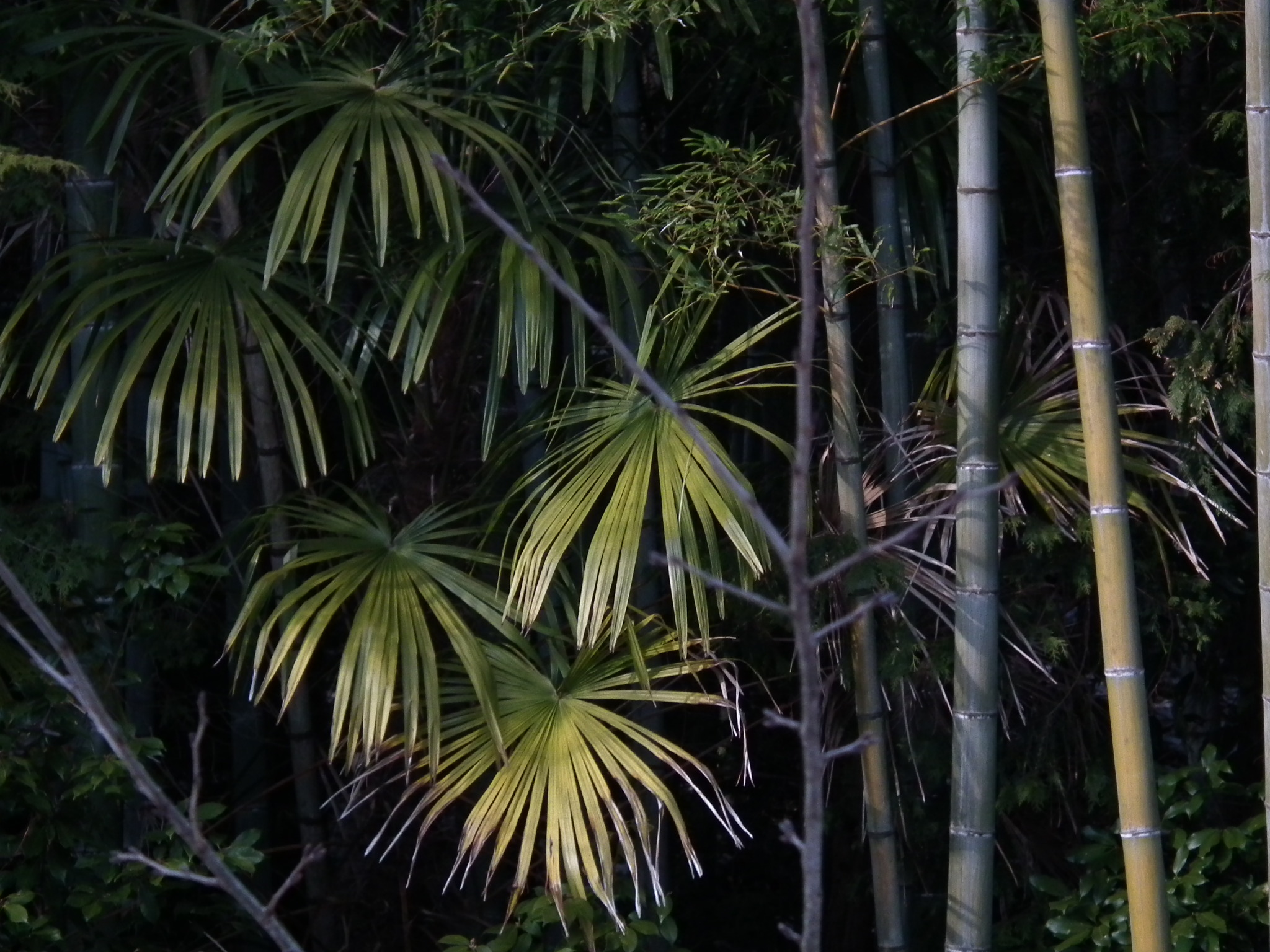
竹林に自生するノラジュロ

シュロの種子は多くでき、鳥によって運ばれるためにかなり広い範囲を移動することが可能である。このため、通常シュロが生えていない場所にシュロの芽や子ジュロが生えている光景をよく目にすることができる。このように、人が故意に植えたわけでないのに芽を出し成長しているシュロのことを俗にノラジュロ又はノジュロという。ノラジュロは人家や公園、森林、墓地などの至る所に発生し、多くは群生する。現在深刻な問題は発生していないが、ノラジュロが増えることによる環境への問題が心配されている。このことからノラジュロを害樹として指定し積極的に駆除する自治体も存在する。しかし、成長した株は一見小さいように見えても地中深く根を張り幹を太らせているので、駆除には手間を要する。
通常、シュロは寒さに弱く小さな株は越冬が出来ないと言われてきたが、近年の温暖化による影響で冬が越せる確率が上昇し、子ジュロの生存率が上がったことにより東北地方でもノラジュロの群れを見ることが出来るようになっている。

## 利用

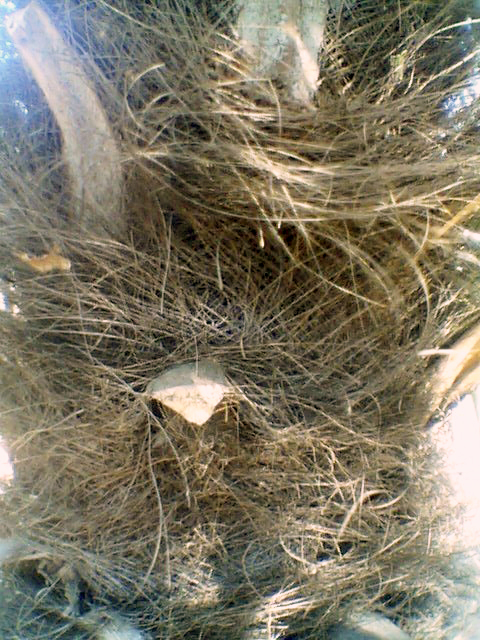
シュロ皮（シュロの樹皮）

庭園で装飾樹としてよく用いられる。繊維や材を採るために栽培が盛んで、日本各地に植えられているが、和歌山県が最も多く植えられているという。日本人にとってシュロはソテツと並んで異国情緒を感じさせる植栽として愛好され、寺や庭園に植えられたと考えられている。庭園用にはトウジュロが用いられてきたが、ワジュロは実用に栽培されることが多く、両種は似ているので混じって使われている。
シュロ皮を煮沸し、亜硫酸ガスで燻蒸した後、天日で干したものは「晒葉」と呼ばれ、繊維をとるのに用いられる。シュロ皮の繊維は、腐りにくく伸縮性に富むため、縄（棕櫚縄）や敷物（マット）、タワシ、篩の底の材料などの加工品とされる。又、シュロの皮を用いて作られた化粧品も発売されている。葉ももっぱら敷物や箒（棕櫚箒）などに使われる。繊維は菰（こも）の材料にもなる。
樹皮の繊維層は厚くシュロ縄として古くから利用されている。棕櫚縄は園芸用には極めて重要で、水に強くて腐りにくく、細くても切れにくいので重宝がられている。タワシやマットに使われるのも、水に強くて水はけがよい性質によるものである。
ウレタンフォームの普及以前は、金属ばねなどとの組み合わせで、乗り物用を含む椅子やベッドのクッション材としても一般的であった。
また、材は仏教寺院の梵鐘をつく撞木に使われたり、床柱に利用され、寺に植えられることも多かった。

## 文化

### 翻訳語としてのシュロ
シュロは日本の温帯地域で古来より親しまれた唯一のヤシ科植物であったため、明治以降、海外の著作に見られる本来はシュロとは異なるヤシ科植物を「シュロ」と翻訳していることが、しばしば認められる。特にキリスト教圏で聖書に多く記述されるナツメヤシがシュロと翻訳されることが多かった。例えば『ヨハネによる福音書』12章13節において、エルサレムに入城するイエス・キリストを迎える人々が持っていたものは、新共同訳聖書では「なつめやしの枝」になっているが、口語訳聖書では「しゅろの枝」と翻訳し、この日を「棕櫚の主日」と呼ぶ。現在、棕櫚の主日ないし「棕櫚の日曜日」は、復活祭の1週間前の日曜日が該当する。

### 西洋絵画
西洋絵画において、シュロ（実際はナツメヤシなど）は勝利および殉教を象徴する図像として描かれる。元来、戦争に勝利した軍隊が凱旋行進の際に持ち歩く姿が描かれていたが、初期キリスト教会はこれを死に対する信仰の勝利と読み替え、殉教者を意味する持物としてとりいれ、定着した。

### 家紋
家紋にシュロを図案化したものがある。富士氏などに代表される。『長倉追罰記』に「しゆろの丸は富士大宮司」とあり、富士氏の分かれともいわれる米津氏もシュロを用いている。

### 季語
「棕櫚の花」は夏の季語である。